# Queen of Elba
Queen of Elba is een single van Laura Jansen uit 2013. Het is na Same heart de tweede single afkomstig van haar album Elba.
Jansen liet zich inspireren door Napoleon Bonapartes gedwongen verblijf op Elba. Hij liet zichzelf kronen tot koning van Elba en gaf daarmee een voor hem positieve draai aan de verbanning. Jansens afgebroken relatie mag haar net zo goed tot koningin van Elba kronen, ze komt niet meer terug, maar komt tot rust op een eiland. Dat was ook de bedoeling dat Napoleon op dat eiland zou blijven, maar hij wist te ontsnappen en kwam toch terug.

Ter promotie zong Jansen het liedje live in sommige radioprogramma's.

## Hitnotering
Het werd maar een bescheiden hitje voor Laura Jansen. De Belgische BRT Top 30 en Vlaamse Ultratop 50 werd niet bereikt.

### Nederlandse Top 40
| Positie: | 36 | 35 | 37 | 39 | uit |

### NederlandseSingle Top 100
| Positie: | 57 | 70 | 73 | 52 | 52 | 61 | 56 | 44 | 45 | 64 | 76 | 52 | 72 | 92 | uit |

### NPO Radio 2 Top 2000
Queen of Elba stond alleen in 2014 in de NPO Radio 2 Top 2000, op plek 1669.